# استطلاع جوي
الاستطلاع الجوي عملية استطلاع أو كشف لغرض عسكري أو استراتيجي يجري باستخدام طائرة استطلاع. يلعب الاستطلاع دور في تلبية مجموعة متنوعة من المتطلبات بما في ذلك اكتشاف المدفعية، وجمع المعلومات الاستخباراتية بالتقاط الصور، ومراقبة مناورات العدو.

## التاريخ

### التطورات المبكرة
بعد الثورة الفرنسية ، أصبح الحكام الجدد مهتمين باستخدام البالون لمراقبة مناورات العدو وعين العالم تشارلز كوتيل لإجراء دراسات باستخدام منطاد L'Entreprenant وهو أول طائرة استطلاع عسكرية. قام البالون أول باستخدام له في الصراع مع النمسا عام 1794، حيث قام في معركة Fleurus بجمع المعلومات. علاوة على ذلك، كان لوجود البالون تأثير مخيب للآمال على القوات النمساوية مما أدى إلى تحسين احتمالات النصر للقوات الفرنسية.

### النضج خلال الحرب العالمية الأولى

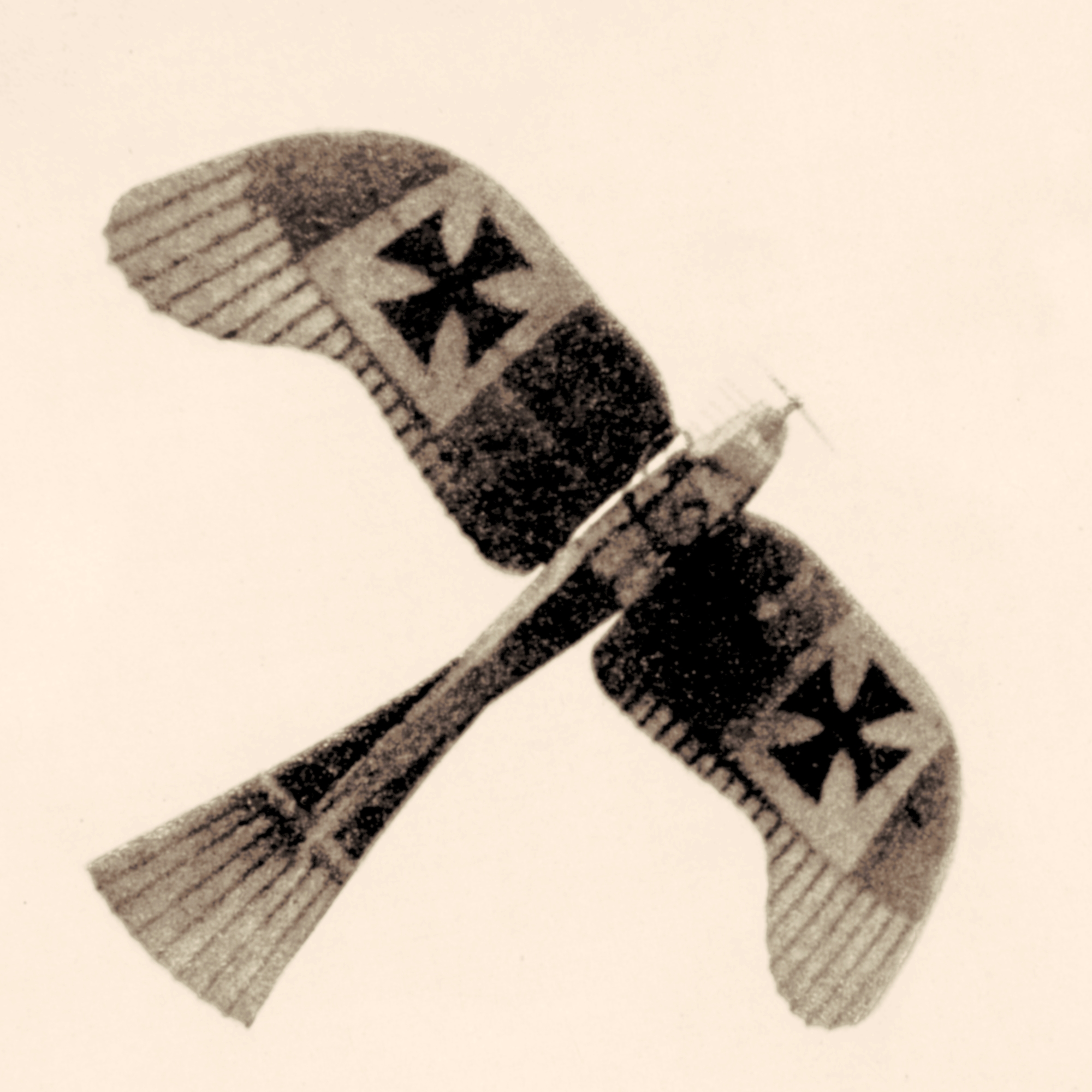
طائرة مراقبة ألمانية ، Rumpler Taube.

## روابط خارجية
- المجموعة الوطنية للتصوير الجوي تم حفظ الأرشيف الرسمي للحكومة البريطانية للتصوير الجوي.